# Valentine Telegdi

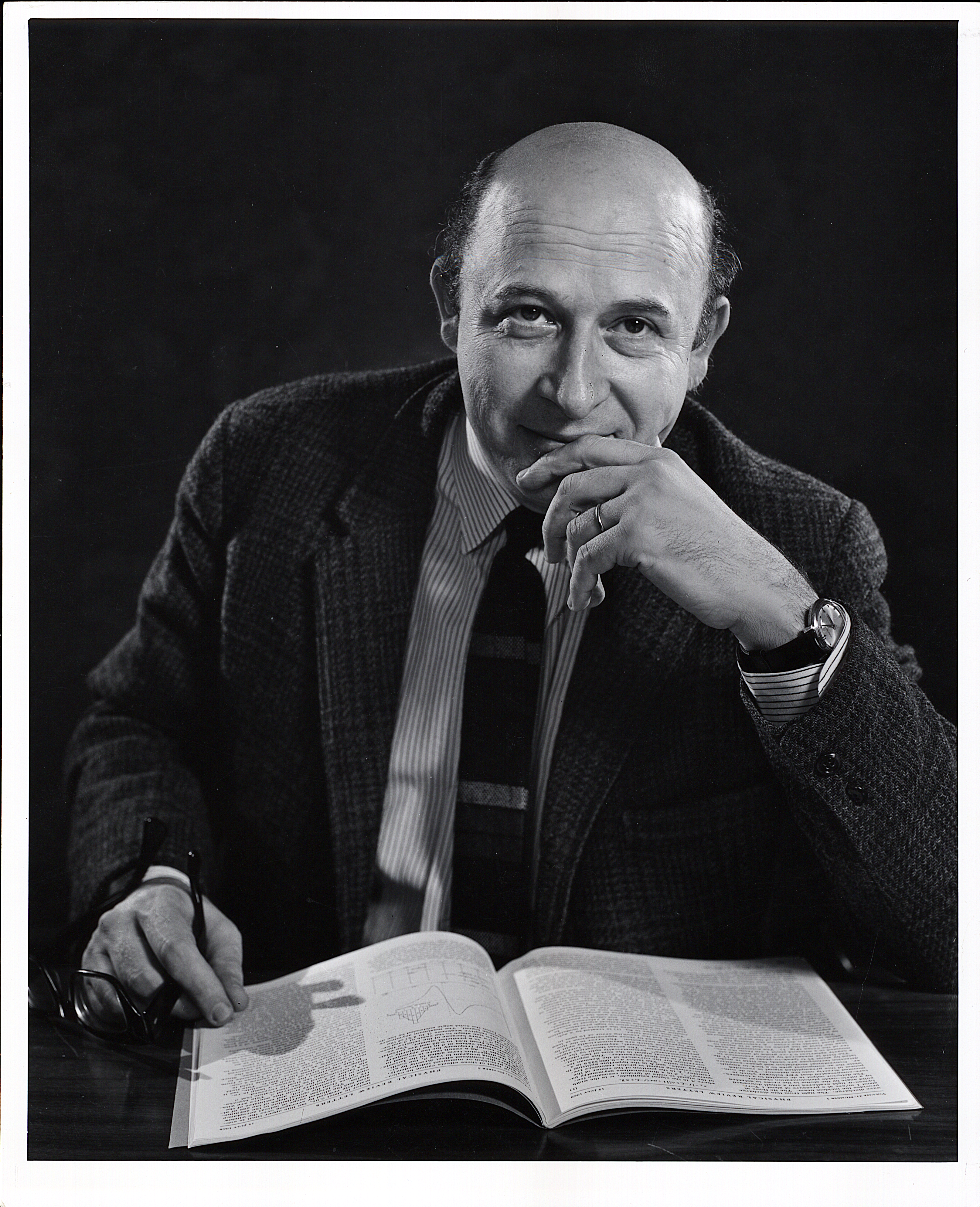
Valentine Telegdi

Valentine Louis Telegdi, genannt Val oder Vince, (als Telegdi Bálint; * 1. Januar 1922 in Budapest; † 8. April 2006 in Pasadena) war ein US-amerikanischer Experimental-Physiker.

## Leben
Telegdi war der Sohn ungarischer Eltern, die in Bulgarien lebten, wo er auch aufwuchs. Er besuchte technische Schulen in Wien und Brüssel. 1940 bis 1943 war er Angestellter bei einem Patentanwalt in Mailand, dann ging er mit seiner Mutter in die Schweiz. Er studierte dann Chemieingenieurwesen in Lausanne an der EPFL (Diplom 1946). Durch Vermittlung von Ernst Stückelberg, bei dem er Vorlesungen gehört hatte, wurde er an die ETH Zürich zugelassen, wo er neben dem Studium zunächst in der Physik-Gruppe als „chemischer Assistent“ beschäftigt war und wegen seiner Fähigkeiten zum Lösen der Physik-Aufgaben von seinem Chef Paul Scherrer auch als Assistent für den Übungsbetrieb verwendet wurde. 1947 war er auch einige Monate bei der berühmten Experimentatorengruppe in Bristol um Powell, die damals verschiedene Mesonen in der Höhenstrahlung fand. 1950 promovierte er bei Paul Scherrer und Wolfgang Pauli über den Zerfall eines Kohlenstoffkerns in Alphateilchen bei Beschuss mit Gammastrahlen, wobei er neben dem experimentellen Teil (mit Kernemulsionen) auch einen theoretischen Teil bearbeitete (Modell des Aufbaus des Kohlenstoffkerns aus Alphateilchen). 1950 heiratete er dort Lia Leonardi. 1951 wurde er Instructor an der Universität Chicago (auf Vermittlung von Victor Weisskopf und Gregor Wentzel), wo er u. a. mit Murray Gell-Mann (Physical Review. Band 91, 1953, S. 169) arbeitete und 1954 die Führung einer Gruppe zur Teilchendetektion mit Emulsionen von Enrico Fermi übernahm, der im selben Jahr verstorben war. 1956 war er einige Monate am Institute for Advanced Study und wurde im selben Jahr Professor in Chicago, ab 1972 „Enrico Fermi Distinguished Professor“. 1966 war er Gastprofessor in Harvard. 1976 bis zu seiner Emeritierung 1989 war er Professor an der ETH Zürich, wo er sich auch mit Atomphysik beschäftigte, neben seiner Teilchenphysikgruppe am CERN. Die Gründe für den Wechsel waren einmal seine Unzufriedenheit über die Entwicklung des Physik-Departments in Chicago (das sich nach Telegdis Worten seit Fermis Tod in ständigem Niedergang befand) und über die nur noch kurzfristige, mit bürokratischem Aufwand verbundene Forschungsförderung in den USA. Einen großen Teil der Zeit verbrachte er damals und später bis kurz vor seinem Tod am CERN. Seit 1981 war er auch regelmäßig Gastwissenschaftler am Caltech in Pasadena (wo er schon 1953 war), wo er u. a. mit Gell-Mann (über Grundlagen der Quantenmechanik), Felix Boehm und Richard Feynman arbeitete.
Seit 1968 war Telegdi Mitglied der National Academy of Sciences der USA, seit 1970 der American Academy of Arts and Sciences. Er war auch Mitglied mehrerer anderer nationaler Akademien (u. a. Italien, Ungarn, Russland) und ab 2003 auswärtiges Mitglied der Royal Society in London. Ab 1995 war er Mitglied der Academia Europaea. 1991 erhielt er mit Maurice Goldhaber den Wolf-Preis und 1995 den Julius-Lilienfeld-Preis der American Physical Society. Er ist Ehrendoktor der Universitäten Löwen, Budapest und Chicago (1991).

## Werke
1956 gehörte er zu den Entdeckern der Paritätsverletzung (mit Jerome Friedman aus seiner Gruppe, der spätere Nobelpreisträger) beim Myonenzerfall (parallel entdeckten ihn C. S. Wu und die Gruppe von Leon M. Lederman, Richard Garwin, Marcel Weinrich). Nach eigenen Worten waren die zwei Wochen, die er in Italien zur Beerdigung seines Vaters verbrachte, verantwortlich für eine verspätete Publikation ihrer Ergebnisse, so dass Wu ihnen zuvorkam. 1957 bewies er mit Kernemulsionstechniken die V-A-Struktur der schwachen Wechselwirkung im Betazerfall des Neutrons (damals von Richard Feynman und Murray Gell-Mann vorhergesagt) und ebenso 1960/61 mit Untersuchungen zur Hyperfeinstruktur beim Myoneneinfang. 1970 führte er eine präzise Messung der Feinstrukturkonstante aus der Hyperfeinstruktur des Myoniums aus (dem Analogon des Positronium mit Myonen). Mit Valentine Bargmann und Louis Michel entwickelte er 1959 die Bargmann-Michel-Telegdi-Gleichung für die Präzession des Spins im Magnetfeld (Physical Review Letters. Band 2, 1959, S. 435). Die Gleichung nutzte er für die Messung des anomalen magnetischen Moments des Myons (die Abweichung des g-Faktors vom Wert 2) am CERN mit Garwin 1959/60 („g−2 Experiment“). Zuvor hatten Crane u. a. den g-Faktor des Elektrons gemessen. Telegdi war auch ein Pionier in der Untersuchung des Kaon-Systems. In den 1980er Jahren wurde durch seine Gruppe das NA10-Experiment am CERN durchgeführt (Erzeugung von Myonenpaaren mit Drell-Yan-Prozess, daraus Studium der Pion-Strukturfunktion).

## Ehrungen und Auszeichnungen (Auswahl)
- 1991: Träger des Wolf-Preises in Physik
- 2003: Auswärtiges Mitglied der Royal Society